# 工藤真
工藤 真（くどう まこと）は、日本の愛知県出身の元アマチュア野球選手である。ポジションは投手。

## 来歴・人物
豊橋東高校では、1967年夏の甲子園県予選4回戦に進むが、東邦高に敗退し甲子園出場を果たすことができなかった。同年のドラフト会議で中日ドラゴンズから6位指名されたが入団を拒否。
慶應義塾大学に進学。1970年から投手陣の一角として活躍。1年下の長谷部優、萩野友康両左腕投手とともに1971年秋季リーグでの4年ぶりの優勝に貢献した。リーグ通算26試合登板、10勝4敗、防御率2.19、58奪三振。1970年春季リーグでは慶東2回戦で、長谷部との継投によるノーヒットノーランを達成している。大学同期に打線の中心であった一塁手の松下勝実がいた。
大学卒業後は東京ガスに入社。1974年には都市対抗に19年ぶりの出場を果たす。準々決勝に進むが新日本製鐵堺の中川善弘に7回降雨コールド完封負けを喫する。直後に来日したキューバ代表と社会人野球選抜の交流試合にも登板、11月の社会人野球選抜キューバ遠征にも参加した。翌1975年の都市対抗でも準々決勝に進むが大丸に敗退。同年のインターコンチネンタルカップ日本代表にも選出される。その後は松沼博久にエースの座を譲るが、松沼は1979年にプロ入り。1981年の都市対抗では準決勝に進むが、電電東京の竹舛和也に抑えられ敗退。同大会の小野賞を獲得し、10年連続出場選手表彰を受けた。この時のチームメイトに金森栄治（プリンスホテルから補強）、斉藤浩行がいた。